# 安德莉亞·阿諾德
安德莉亞·阿諾德（英語：Andrea Arnold；1961年4月5日—），是英國電影工作者，她曾以電影作品《紅路》、《發現心節奏》與《2016美國甜心》三度獲得坎城影展評審團獎。

## 生平
安德莉亞·阿諾德是家中四個小孩中最年長的，她出生時父母分別僅有17與16歲，並在安德莉亞很小的時候便分手了，她母親承擔養育四個小孩的責任。她自學校畢業後，便到電視台擔任舞者，後來成為演員，尤以1980年代兒童電視節目73號最為有名。
她的第一部劇情長片《紅路》是先驅團體三部曲的第一部，該電影概念計畫由英國與丹麥電影公司所支持，規定三位參與計劃的新導演必須以九位相同的演員來拍攝電影；《紅路》獲選為第59屆坎城影展正式競賽片，並獲得評審團獎。2009年，她的第二部長片《發現心節奏》再度獲得坎城影展評審團獎。
2012年，安德莉亞·阿諾德擔任第65屆坎城影展競賽單元評審團成員；2013年，阿諾德擔任第70屆威尼斯國際電影節競賽單元評審團成員。

## 電影作品

### 劇情長片
- 2006年：《紅路（英语：Red Road (film)）》（Red Road）
- 2009年：《發現心節奏》（Fish Tank）
- 2011年：《咆哮山莊（英语：Wuthering Heights (2011 film)）》（Wuthering Heights）
- 2016年：《2016美國甜心（英语：American Honey (film)）》（American Honey）
- 2021年：《牛（英语：Cow (2021 film)）》（Cow）
- 2024年：《女孩與鳥（英语：Bird (2024 film)）》（Bird）

## 電視作品
- 2019年：《美麗心計：第二季》（Big Little Lies Season 2）

## 外部連結
- 安德莉亞·阿諾德在互联网电影资料库（IMDb）上的資料（英文）